# Числительное в праиндоевропейском языке
Числи́тельное в праиндоевропе́йском языке́ — система лексем праиндоевропейского языка, использовавшихся для счёта. Числительные являются одним из самых устойчивых элементов индоевропейской лексики. Праиндоевропейцы употребляли десятичную систему счисления. Для образования всех числительных использовалось всего 12—15 корней. Хорошо этимологизируются числительные «один» и «сто», удовлетворительно «восемь» и «девять», гипотетически (через ностратическую гипотезу) — «два», этимология остальных пока остаётся неясной. Вероятно, система числительных в праиндоевропейском имеет долгую предысторию, и не представляется возможным определить время её формирования.

## Количественные числительные
Склонялись числительные «один», «два», «три», «четыре» и «сто», остальные были несклоняемыми. Числительные 1—4 изменялись по атематическому склонению и так же, как прилагательные, изменялись по родам.

### Один
На базе др.-инд. एक (IAST: éka), авест. aēuua-, лат. ūnus, др.-греч. οἴνη «одно очко на игральной кости», ирл. óin, гот. ains, алб. një, лит. víenas, ст.‑слав. ѥдинъ восстанавливается форма *h1oɪ̯nos/*h1oɪ̯kos/*h1oɪ̯wos (в традиционной реконструкции *oɪ̯nos/*oɪ̯kos/*oɪ̯wos). Все три формы представляют собой суффиксальные расширения одного и того же корня *h1oɪ̯- (в традиционной реконструкции *oɪ̯-), который, по одной из версий, представляет собой анафорическое местоимение. Данное числительное изменялось по -o-склонению. В праславянском *eɪ̯nos (аблаутный вариант *oɪ̯nos) развилось в *jьnъ «иной», а значение «один» получила форма *edinъ/*edьnъ, восходящая к тому же корню, но расширенная при помощи усилительной частицы *ed-.
Ещё одна лексема, которая, возможно, означала «один», реконструируется на основании др.-инд. सकृत् (IAST: sakŕ̥t) «один раз», др.-греч. εἷς (< *sems) «один», μία (< *smija или *smijə) «одна», ἕν (< *sem) «одно», ἅπαξ (где ἁ- из *sm̥-) «один раз, однажды», ἁπλόος (< *sm̥plos) «простой», др.-арм. մի (< *smiɪ̯os) «один», лат. semel «однажды, однократно», лат. simplex «простой», тохар. B ṣeme «один», ст.‑слав. самъ как *sem-. А. Мейе считал, что именно эта лексема означала в праиндоевропейском языке «один», в то время как *oɪ̯- значило «единственный». О. Семереньи полагал, что *sem- обладала семантикой «один в значении совместности, единства».
В. Мажюлис полагал, что в праиндоевропейском не было числительного «один», приводя в качестве типологической параллели некоторые языки Новой Гвинеи, в которых такого числительного нет, хотя есть названия бо́льших чисел. Т. В. Гамкрелидзе и В. В. Иванов присоединяются к этой позиции, указывают на то, что числительное «один» отсутствовало также в шумерском и хурритском языках, оно не реконструируется для пракартвельского и прасемитского языков. По мнению учёных, это объясняется тем, что счёт начинается с «двух» и более, в то время как «один» изначально предполагает не счёт, а особый способ называния предмета, и лишь позднее включается в ряд числительных.

### Два
На базе др.-инд. द्व (IAST: d(u)va, d(u)ve), авест. dva, baē др.-греч. δύω, δύο, лат. duō, duae, гот. twai, ирл. dá, dí, алб. dy, арм. երկու, тохар. А wu, we, лит. dù, dvì, ст.‑слав. дъва, дъвѣ восстанавливаются формы *dwoh3(u)/*dwoh1 (в традиционной реконструкции *duwo/*dwō, по глоттальной теории, *t’wo-) мужского рода, *dwoih1 (в традиционной реконструкции *duwoi/*dwoi) женского и среднего. Возможно, первоначальной формой было *du, которое позднее получило суффиксы, маркирующие двойственное число.
В словосложениях использовалась форма *dwi-.
Существуют попытки возведения данного числительного к указательному местоимению со значением «тот (более далёкий)», однако Д. Адамс и Дж. Мэллори полагают, что разумнее выглядит обратное этимологизирование.
Сторонники ностратической гипотезы указывают на соответствия индоевропейскому *dwoh3(u) в других ностратических языках (праалтайск. *ti̯ubu «два, второй», прауральск. *to-ńće «второй», пракартвельск. *ṭq̇ub- «двойня») и реконструируют праностратическую форму *tuʔV/tuq̇V «два, второй», имеющую, по-видимому, борейское происхождение (ср. прасинокавк. *(t)xq̇wV̄ «два», прааустрич. *dVXa «два, пара»).

### Три
На базе хеттск. tēri-, др.-инд. त्रयः, त्री (IAST: trayaḥ, trī), авест. θrayō, θri др.-греч. τρεῖς, лат. trēs, гот. þreis, ирл. trí, алб. tre, tri, арм. երեք, тохар. В trai, tarya, лит. trỹs, ст.‑слав. триѥ восстанавливаются формы *trejes мужского рода, *t(r)is(o)res женского, *trih₂ (в традиционной реконструкции *trī) среднего. Данное числительное изменялось по -i-склонению (во множественном числе).
Форму женского рода объясняют из сложения корня *tri- с корнем *sor- «женщина» с последующей диссимиляцией *trisor- > *tisor-.
В словосложениях использовалась форма *tri-.
Данное числительное этимологизируют как восходящее к *ter- «дальше», то есть «следующее (после двух)» или *ter- «средний», то есть «средний (палец)». Обе этимологии Д. Адамс и Дж. Мэллори считают недостоверными.

### Четыре
На базе др.-инд. चत्वारः (IAST: catvā́raḥ), арм. չորս, др.-греч. τέσσαρες, атт. τέτταρες, гомер. πίσυρες, лат. quattuor, гот. fidwor, ирл. ceth(a)ir (м. р.), cethéoir (ж. р.), лит. keturì, ст.‑слав. четыре (м. р.), четыри (ж. и ср. р.) восстанавливается форма *kwetwores мужского рода, *kwetesres женского и *kwetworha (в традиционной реконструкции *kwetwōr) среднего. Германское f- вместо ожидаемого hw- объясняют влиянием числительного «пять» (прагерм. fenfe). Изначально второй гласный был долгим только в форме среднего рода, однако в праславянском, прагерманском и санскрите эта долгота была перенесена в формы мужского рода.
А. Эрхарт полагает, что индоевропейское числительное «четыре» было несклоняемым, как в латыни, и в остальных индоевропейских языках склоняться оно началось уже после распада праязыка. Однако более распространено мнение, что именно лат. quattuor утратило склонение.
В словосложениях использовалась форма *kwtur-.
В общей сложности в лингвистике было предложено свыше десятка различных этимологий данного числительного:
- У. Леман полагал, что *kwetwores была заимствована индоевропейцами из хурритского или какого-то из кавказских языков, в то время как исконной формой было *meju-, которое обнаруживается в анатолийской группе. Однако другие исследователи указывают, что во всех граничащих с индоевропейскими языками семьях нет похожего числительного «четыре»[35];
- К. Шилдз (англ. Kenneth Schields) пытается разложить данное числительное на *kwe- «этот», *-t показатель неединственного числа, *-u показатель двойственного числа, *-or показатель собирательного неединственного числа. Чешский лингвист В. Блажек считает эту этимологию неубедительной[36];
- О. Бремер (de:Otto Bremer) думал, что названия «четырёх» и «восьми» в праиндоевропейском были родственными и якобы восходили к названию глаза. Блажек полагает, что данная этимология неубедительна как с фонетической, так и с семантической точки зрения[37];
- Б. Чоп видел в элементе *-wor- суффикс, параллельный *-sr- в форме женского рода *kwetesres. Критики указывают на отсутствие каких-либо доказательств наличия такого значения у суффикса *-wor-[37];
- Г. Гюнтерт (de:Hermann Güntert) предполагает исходное значение «верхушка креста» на основании лат. triquetrus «треугольный»;
- В. Махек раскладывает *kwetwores на *kwe-twor-es, связывая второй элемент с праслав. *tvoriti «творить», то есть «образования пар». Блажек оценивает эту этимологию как искусственную[37];
- А. Эрхарт (чеш. Adolf Erhart) и В. Блажек возводят числительное «четыре» к *kwet- «пара» (возможно, родственному прауральскому *k(w)et, юкагирскому *kit и ительменскому katxan «два»[38]), *Hwo показатель двойственного числа и *-r показатель гетероклитического склонения;
- Дж. Коэн (англ. Gerald Cohen), также основываясь на прафинноугорском *kwet «два», видит в данном числительном редупликацию *kwet+kwet «два плюс два»;
- В. Шмид (de:Wolfgang P. Schmid) выделяет в *kwetwores суффикс *-wor, сопоставляя его с *-wr (др.-греч. -αρ), и корень *kwet- (как в лит. kėsti «раздвигать, распростирать, растопыривать»);
- Э. Хопкинс (en:Edward Washburn Hopkins) делит это числительное на *kwe-tur-, полагая, что оно означало «(1) плюс три».
- А. ван Виндекенс (de:Albert Joris van Windekens), как и В. Махек, членит на *kwe-twor-es, но связывает второй корень с лит. tverti «огораживать, прикреплять», лит. turėti «иметь»[39].

Есть версия, что более ранним праиндоевропейским обозначением четвёрки было *ok̂t-, сохранившееся в авест. ašti- «ширина четырёх пальцев», а также заимствованное в картвельский праязык в виде *otxo- «четыре». От этого корня в форме двойственного числа происходит индоевропейское название числа восемь (см. ниже).
На основании данных анатолийских языков (хетт. meyu, лув. mauwa) реконструируется форма *meyu- «четыре», не имеющая соответствий в других индоевропейских языках. По мнению А. С. Касьяна, это может свидетельствовать о существовании в индо-хеттском праязыке неразвитой системы счёта типа «1, 2, 3, много».

### Пять
На базе др.-инд. पञ्चन् (IAST: páńcan), авест. panča, др.-греч. πέντε, эол. πέμπε, лат. quīnque, гот. fimf, ирл. cóic, арм. հինգ, тохар. B piś, лит. penkì, ст.‑слав. пѧть восстанавливается форма *pénkwe. В италийской и кельтской группах произошла дистантная регрессивная ассимиляция: *p-kw > *kw-kw, в то время как в германской группе дистантная прогрессивная: *p-kw > *p-p. Праславянское *pętь образовано от порядкового *pętъ «пятый», континуант собственно *pénkwe в праславянском не сохранился.
Обычно данное слово связывают с пра-и.е. *pn̥(kʷ)stis «кулак» (рус. пясть), причём, по одной версии, *pn̥(kʷ)stis является производным от *pénkwe, а по другой — наоборот.
Э. Поломе сопоставлял *pénkwe с хеттским panku- «весь», отказываясь от традиционного этимологизирования последней лексемы как восходящей к пра-и.е. *bhn̥ǵhus «толстый». Однако данная гипотеза подвергается критике как несостоятельная с точки зрения фонетики и семантики.
Датский лингвист Х. Педерсен выводил *pénkwe из последовательности *kwetwores pen kwe «четыре и один», где *pen должно означать «один/большой палец». В. Пизани, соглашаясь с таким членением, считал, что *pen само по себе означало «пять». Критики данной гипотезы указывают на то, что нет никаких доказательств того, что *pen могло означать «один» или «большой палец».
Сторонники ещё одной гипотезы, также соглашаясь с членением Педерсена, утверждают, что элемент *pen идентичен глагольному корню *(s)pen- «растягиваться». В. Блажек считает, что проблематично вывести значение «пять» из «растягиваться».
Кроме того, предпринималось несколько попыток внешнего сравнения:
- А. Кюни сравнивал *pen-kwe с прасемитским *ḫam- (араб. ḫāmī‎ «пятый»);
- А. Р. Бомхард связывал первый элемент данного числительного, которое он реконструировал как *kwenkwe, с восточно-кушитским *ken- «пять» и чадским *kwən- «три»;
- С. А. Старостин, исходя из той же формы, что и Бомхард, считал *kwenkwe заимствованием из правосточнокавказского *χwinḳwV «кулак»[50];
- А. Тромбетти сопоставлял *pénkwe с прауральским *piŋɜ «ладонь». В. Блажек считает, что всерьёз можно воспринимать только это внешнее сравнение[51].

### Шесть
На базе др.-инд. षट् (IAST: ṣaṭ), др.-греч. ἕξ, лат. sex, гот. saíhs, ирл. sé, арм. վեց, алб. gjashtë, тохар. А ṣäk, лит. šeši, ст.‑слав. шесть восстанавливается форма *(k)s(w)eḱs. Праславянское *šestь образовано от порядкового *šestъ «шестой», континуант собственно *s(w)eḱs в праславянском не сохранился.
Реконструкция фонетического облика данного числительного наталкивается на определённые сложности. На наличие начального *k- указывают данные индоиранских и балто-славянских языков, а также греческое диалектное ξέστριξ κριθή «шестирядный ячмень», в то время, как лексемы остальных языков восходят к праформе без *k-. По одной из гипотез, данное *k- возникло из слияния *pénkwe sweḱs > *pénkwsweḱs «пять, шесть» при быстром счёте. С другой стороны, только авестийские, греческие, кельтские и армянские формы дают основание реконструировать *-w-.
Т. В. Гамкрелидзе и Вяч. Вс. Иванов считают, что индоевропейское название шести было заимствовано в пракартвельский в виде *ekŝw-, однако В. В. Шеворошкин думает, что по фонетическим причинам вероятнее заимствование из праармянского *weḱs-.
По одной из версий, данное числительное восходит к сложению *ǵhesr «рука» и *haeug- «расти», то есть здесь усматривается внутренняя форма «перерастающее руку» (числительное, при употреблении которого счёт переходит на вторую руку). Д. Адамс и Дж. Мэллори критикуют эту этимологию как несостоятельную ни фонетически, ни морфологически.

### Семь
На базе др.-инд. सप्तन् (IAST: saptán), др.-греч. ἑπτά, лат. septem, гот. sibun, ирл. secht/seacht, тохар. ṣpät/ṣukt, лит. septynì, прусск. septīnjai, ст.‑слав. седмь восстанавливается форма *septm̥. Праславянское *sedmь образовано от порядкового *sedmъ «седьмой», континуант собственно *septm̥ в праславянском не сохранился.
Некоторые учёные полагают, что данная лексема была заимствована праиндоевропейским из прасемитского *šab'(at) «семь» или из прааккадского *sabátum «семь». И. М. Дьяконов считает такое заимствование невозможным из-за фонетических и связанных с ними хронологических трудностей (непонятно исчезновение фарингала в ИЕ слове, поскольку фарингалы в аккадском сохранялись вплоть до конца III тыс. до н. э.). Д. Адамс и Дж. Мэллори считают, что прааккадская форма существовала слишком поздно, чтобы быть источником праиндоевропейской лексемы, а заимствование из прасемитского ещё менее вероятно. В то же время В. В. Напольских указывает на схожесть числительных «семь» во многих языках Евразии (кит. 七 (qī) < *tsʰit < *sjɛt, пратюрк. *jeti, прапермск. *śeććem, прасамодийск. *sejtwə, этр. semφ, баск. zazpi), что может служить аргументом в пользу культурного заимствования.

### Восемь
На базе др.-инд. अष्टन् (IAST: aṣṭán), др.-греч. ὀκτώ, лат. octō, гот. ahtau, ирл. ocht, арм. ութ, алб. tetë, тохар. A okät, B okt, лит. aštuonì, ст.‑слав. осмь восстанавливается форма *hxoḱtoh3(u)/*h3oḱteh3 (в традиционной реконструкции *oḱtō(u)). Праславянское *osmь образовано от порядкового *osmъ «восьмой» (где «-mъ» возникло по аналогии с *sedmъ «седьмой»), континуант собственно *oḱtō(u) в праславянском не сохранился.
Поскольку данное числительное снабжено показателем двойственного числа, существует гипотеза, согласно которой его внутренняя форма — «дважды четыре» (или «две группы из четырёх пальцев») и изначальным значением корня *oḱto-, сохранившимся в авест. ašti- «ширина в четыре пальца», было «четыре пальца». Предполагают, что это пережиток древнего четверичного счёта, предшествовавшего десятеричному, однако В. Винтер считает такой вывод скоропалительным.
Вероятно, пра-и.е. *oḱto- было заимствовано пракартвельским в виде *otxo- (в другой реконструкции *(o)ŝtx(o)-) «четыре».

### Девять
На базе др.-инд. नवन् (IAST: návan), др.-греч. ἐννέα, лат. novem, гот. niun, ирл. nói/naoi, арм. ինն, алб. nëndë, тохар. А ñu, лит. devynì, ст.‑слав. девѧть восстанавливается форма *h1néwh1m (в традиционной реконструкции *newn̥). В балтийской и славянской группах начальное d- вместо n- возникло по аналогии с последующим числительным «десять», впрочем, эта инновация не затронула прусский язык, сохранивший исходное newīnjai. Латинское novem вместо ожидаемого *noven возникло по аналогии с decem и septem.
Этимологически данную лексему обычно связывают с прилагательным *newos «новый», тем самым предполагая, что её внутренняя форма — «число, начинающее новый цикл счёта». Д. Адамс и Дж. Мэллори отвергают эту этимологию, считая, что это лишь случайное сходство, и предлагают другую, согласно которой *h1néwh1m связано с *h1énh1u «без». В таком случае этимологическим значением будет «десять без одного».

### Десять
На базе др.-инд. दशन् (IAST: dáśan), др.-греч. δέκα, лат. decem, гот. taíhun, ирл. deich, тохар. śäk, арм. տասն, лит. dẽšimt, ст.‑слав. десѧть восстанавливается форма *deḱm̥(t) (по глоттальной теории, *t’eḱ[h]m̥).
Иногда данное числительное этимологизируют как сложение *dwe- «два» и *ḱm̥t «рука» (гот. handus), то есть «две руки». Однако В. Винтер указывает на то, что такая этимология натыкается на фонетические трудности и, кроме того, остаётся непонятным, почему «два» здесь должно быть выражено числительным, а не формой двойственного числа слова «рука».

### Одиннадцать — девятнадцать
Названия числительных 11—19 формировались из сложений названий единиц с элементом *deḱm̥ «десять». При этом в славянских языках используются словосочетания с предлогом *na (например, *edinъ na desęte «одиннадцать»), а в германских (только «одиннадцать» и «двенадцать») и балтийских словосложения с корнем *leikw- «оставаться».

### Названия десятков
Для обозначения десятков использовались сложные слова, первой частью которых были названия единиц, а второй — элемент *dḱomt > *ḱomt (аблаутный вариант названия «десяти» *deḱm̥(t)).
Восстанавливаются следующие формы:
- *wīḱm̥t (в других реконструкциях *wīḱm̥tih1[6], *dṷih1ḱm̥tih1[75], *duidḱmti[21]) < *dwī «два» + ḱm̥tih1 «десять»[6] (др.-инд. विंशति (IAST: viṁśatí), авест. vīsaiti, др.-греч. εἴκοσι, лат. vīginti, ирл. fiche, арм. քսան, алб. njëzet, тохар. В ikäṃ);
- *trīḱomt (др.-инд. त्रिशत् (IAST: triśát), авест. θrisa(n)t-, др.-греч. τριάκοντα, лат. trīgintā, ирл. trícho, арм. երեսուն, тохар. В täryāka);
- *kʷetwr̥̄ḱomt (др.-инд. चत्वारिंशत् (IAST: catvāriṁśát), др.-греч. τεσσαράκοντα, лат. quadrāgintā, ирл. cethorcho, арм. k'aṙasun, тохар. A śtwarāk);
- *penkʷēḱomt (др.-инд. पञ्चशत् (IAST: pańcaśat), авест. pančāsatəm, др.-греч. πεντήκοντα, лат. quīnquāgintā, ирл. coíca, арм. հիսուն, тохар. В piśāka);
- *(k)s(w)eḱsḱomt (др.-греч. ἑξήκοντα, лат. sexāgintā, ирл. sesca, арм. վաթսուն, тохар. В ṣkaska);
- *septm̥̄ḱomt (др.-греч. ἑβδομήκοντα, лат. septuāgintā, ирл. sechtmogo, арм. յոթանասուն, тохар. A ṣäptuk, B ṣuktaṅka);
- *oktōḱomt (др.-греч. ὀγδοήκοντα, лат. octōgintā, ирл. ochtmoga, арм. ութսուն, тохар. A oktuk, B oktaṅka);
- *newn̥̄ḱomt (др.-греч. ἐνενήκοντα, лат. nōnāgintā, ирл. nocha, арм. իննսուն, тохар. A nmuk', B ñumka).

Долгий гласный на стыке корней появился в результате заменительного удлинения после упрощения *dḱomt > *ḱomt.
В. Мажюлис утверждал, что в праиндоевропейском названия десятков были не сложными словами, а словосочетаниями, о чём свидетельствуют данные германских, балтийских и славянских языков.

### Сто
На базе др.-инд. शतम् (IAST: śatám), авест. satəm др.-греч. ἑκατόν, лат. centum, англ. hundred, ирл. cét, тохар. B kante, лит. šim̃tas, ст.‑слав. съто восстанавливается форма *ḱm̥tom. Обычно данная лексема этимологизируется как сокращённый вариант *dḱm̥t dḱm̥tóm «десять десятков» или «десятый десяток».

### Названия сотен
Для праиндоевропейского не реконструируются названия сотен.

### Тысяча
Праиндоевропейское название тысячи не реконструируется. Существуют лишь две лексемы, каждая из которых охватывает только несколько индоевропейских языков.
На основе гот. Þūsundi, лит. tū́kstantis, ст.‑слав. тысѩшти восстанавливается лексема *tuhas-ḱm̥tjós (в традиционной реконструкции *tūsn̥ts), внутренняя форма которой — «большая сотня» или «сильная сотня». Существует гипотеза, согласно которой славянское слово заимствовано из германских языков, что отрицается рядом учёных.
На основе др.-инд. सहस्रम् (IAST: sahásram), авест. hazahra-, др.-греч. χίλιοι (мн. ч.), лат. mīlle (из *smih2-ǵheslih2 «одна тысяча», в традиционной реконструкции *smī ǵhslī) восстанавливается лексема *ǵheslo-, этимологически связываемая с *ǵhes- «рука» и имеющая внутреннюю форму «пригоршня зерна».

## Порядковые числительные
Числительное «первый» образовывалось супплетивно, то есть не от основы числительного «один», а от корня *perh3- и выглядело как *pr̥h3wos или *pr̥h3mos. Внутренней формой этого слова было «передний, самый передний».
«Второй» также образовывалось супплетивно от корня со значением «другой» (ср. пол. drugi, чеш. druhý, укр. другий «второй»): *h2enteros (в традиционной реконструкции *anteros).
«Третий» выглядело как *tr̥t(i)jos и, возможно, возникло под влиянием последующих числительных вместо изначального *tr̥ijos.
Числительные «четвёртый», «пятый» и «шестой» образовывались при помощи суффикса *-to-: *kweturtos/*kwetwr̥tos/*kwtwr̥tos, *penkwtos, *(k)s(w)eḱstos. О. Семереньи полагал, что суффикс *-to- возник из-за переразложения числительного *deḱmtos как *deḱm-to-s вместо первоначального *deḱmt-o-s и распространился на другие числительные.
Следующие четыре порядковых числительных образовывались при помощи присоединения к основе количественного числительного тематического гласного *-o-: *septmos, *h3(e)kth3uos (в традиционной реконструкции *oḱtowos), *h1nunos (в традиционной реконструкции *newnos), *deḱmtos.
Порядковые числительные от названий десятков снова содержали суффикс *-to-: *wīḱmttos, *trīḱmttos и т. д.

## Количественные наречия
В праиндоевропейском было несколько количественных наречий:
- *dwis «дважды» (др.-инд. द्विः (IAST: dviḥ), др.-греч. δίς, лат. bis, др.-исл. tvisvar);
- *tris «трижды» (др.-инд. त्रिः (IAST: triḥ), др.-греч. τρίς, лат. ter, др.-исл. Þrisvar);
- *kwetrus «четырежды» (др.-инд. चतुः (IAST: catuḥ), лат. quater).

При этом числительное «единожды» не восстанавливается. В санскрите это значение выражается словом सकृत् (IAST: sakŕ̥t), в греческом — ἅπαξ, в латыни — semel. Внутренняя форма санскритского и греческого слов — «один удар», ср. рус. (лишь/только) раз < др.-рус. разъ «удар».